# Italienska vägen, Kullaberg

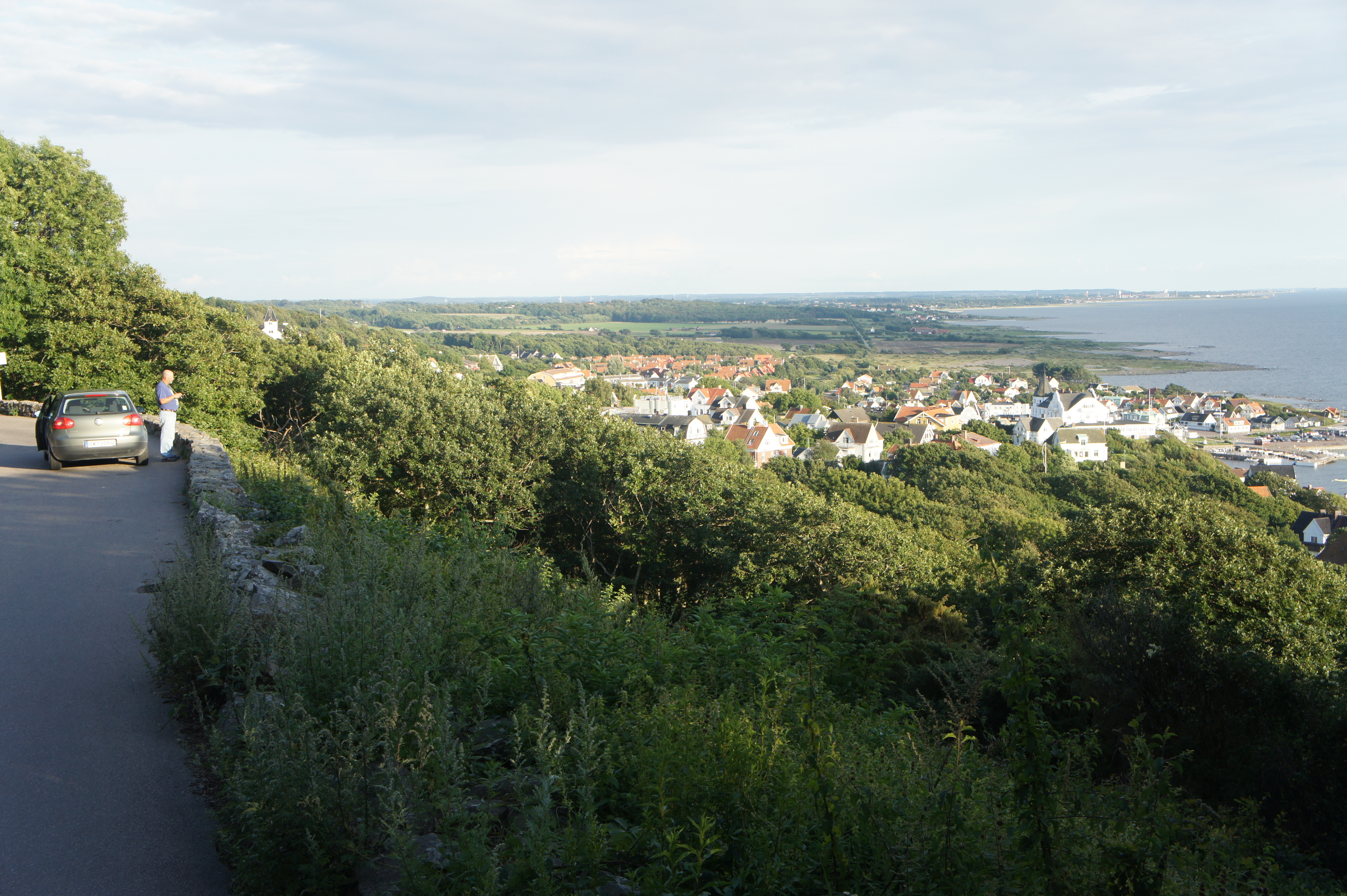
Italienska vägen med Mölle i bakgrunden. År 2011.

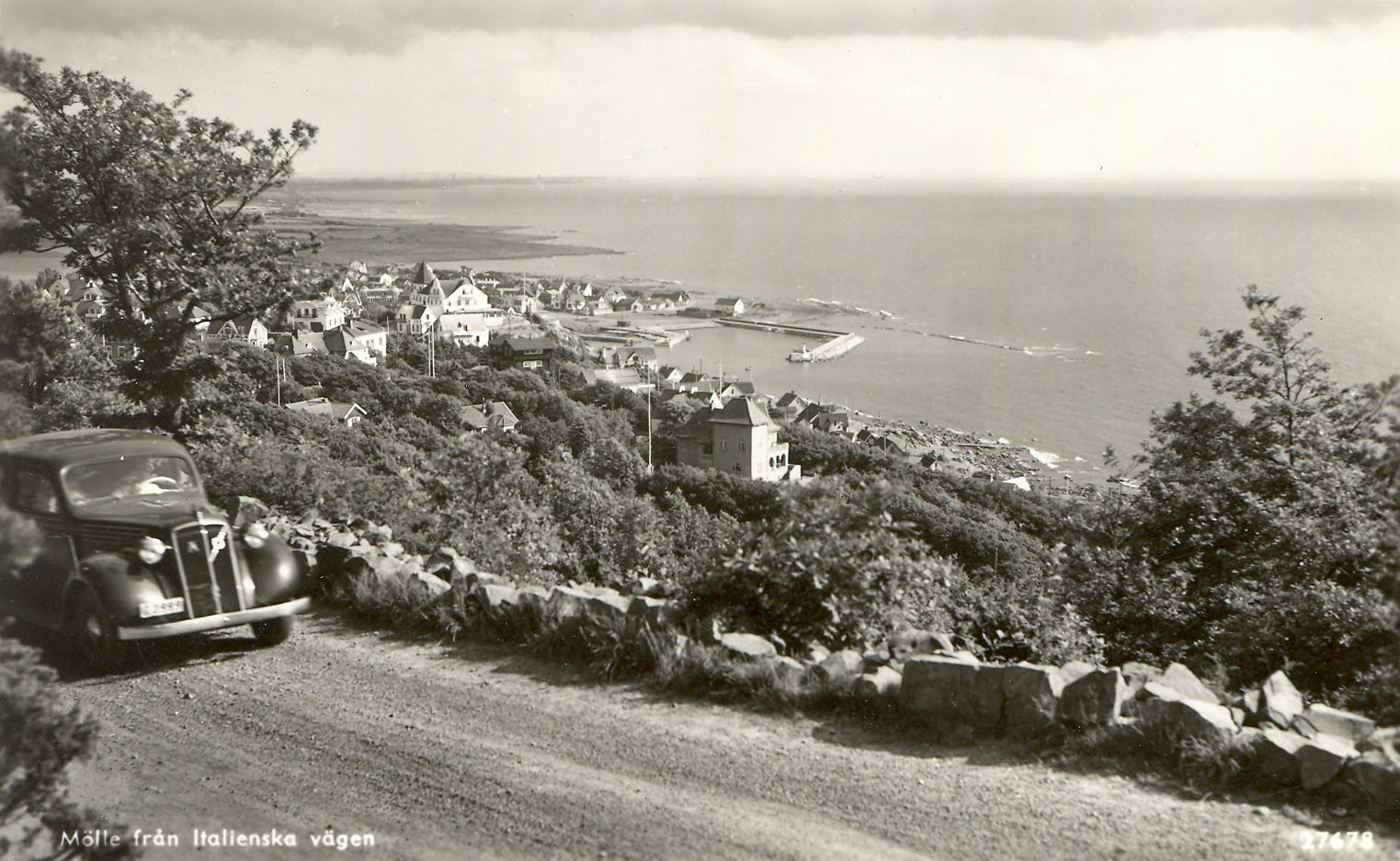
Italienska vägen i början av 1950-talet.

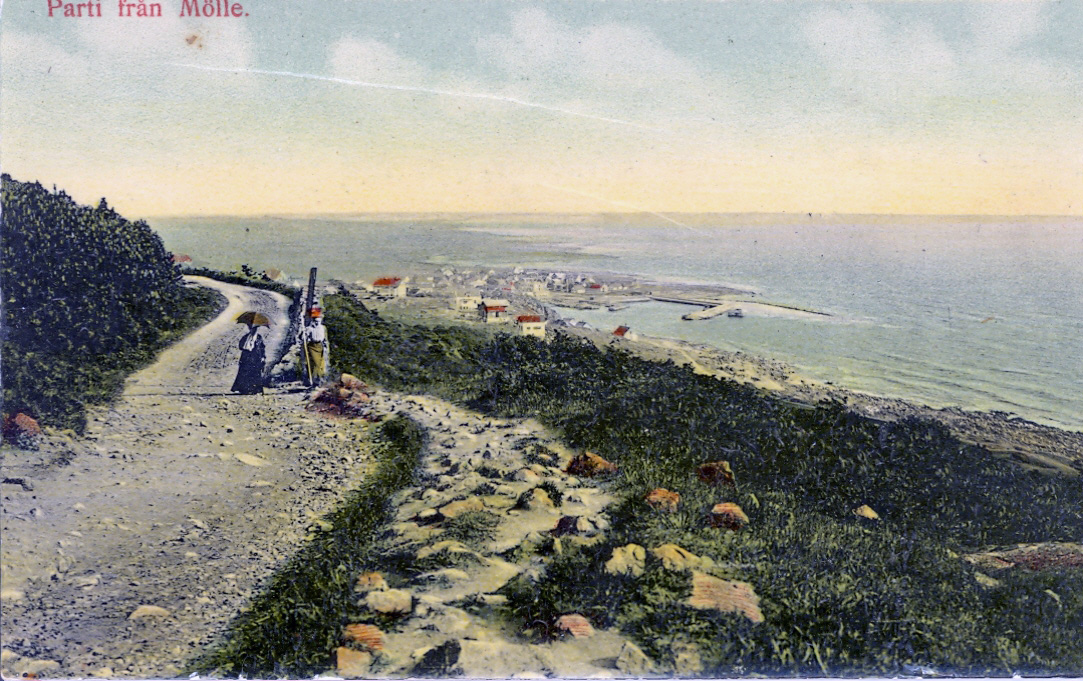
Italienska vägen, ca år 1910.

Italienska vägen på Kullaberg sträcker sig mellan Mölle, där länsväg 111 tar slut, till Kullens fyr cirka tre kilometer väst-nordväst om Mölle.
Italienska vägen kallas så, därför att vägen strax väster om Mölle går vid branten av berget, och därför liknar italienska vägar som ofta går i "kornischer" utmed berget. På en karta från 1685 kallas detta branta område för Burliden eller Burlijn. Detta namn har dock försvunnit ur traditionen.
Vägen förbättrades 1860–72 av kapten Gustaf Elfverson, innehavare av Kullagården. Den fick då namnet Italienska vägen. En uppgift uppger att vägen tidigare haft en mer nordlig sträckning, norr om berget Salsbacken, men att vägen av Elfverson flyttades till att ligga söder om detta berg. En karta av Hallbäck från 1819–1820 visar emellertid att vägen redan då, det vill säga före kapten Elfverson tid, låg på bergets södra sida. Det måste därför ifrågasättasättas om vägen någonsin haft den nordliga sträckning som tidigare har hävdats.
Från år 1914 fram till 2009 var vägen avgiftsbelagd, men från och med sommaren 2010 är vägen avgiftsfri enligt beslut av Länsstyrelsen.

## Platser utmed Italienska vägen
- Italienska vägen 151: Ellens café (från 2019 Ransvik havsveranda)[7], Ransvik
- Italienska vägen 211: Kullagårdens Wärdshus
- Italienska vägen 215: Mölle golfklubb
- Italienska vägen 323: Kullens fyr